# Пелым (Пермский край)
Пелым — село в Кочёвском районе Пермского края. Административный центр Пелымского сельского поселения. Располагается севернее районного центра, села Кочёво. Расстояние до районного центра составляет 16 км. По данным Всероссийской переписи населения 2010 года, в селе проживало 720 человек (352 мужчины и 368 женщин). В селе есть средняя общеобразовательная школа, ФАП, детский сад, отделение связи, сельский дом культуры, сельская библиотека, магазины.

## История
По данным на 1 июля 1963 года, в селе проживало 569 человек. Населённый пункт входил в состав Петуховского сельсовета.